# 459 (číslo)
Čtyři sta padesát devět je přirozené číslo. Následuje po číslu čtyři sta padesát osm a předchází číslu čtyři sta šedesát. Římskými číslicemi se zapisuje CDLIX a řeckými číslicemi υνθ.

## Matematika
459 je:
- Deficientní číslo
- Složené číslo
- Nešťastné číslo

## Astronomie
- (459) Signe je planetka hlavního pásu, kterou objevil v roce 1900 Max Wolf

## Roky
- 459
- 459 př. n. l.